# Ibtissam Lachgar

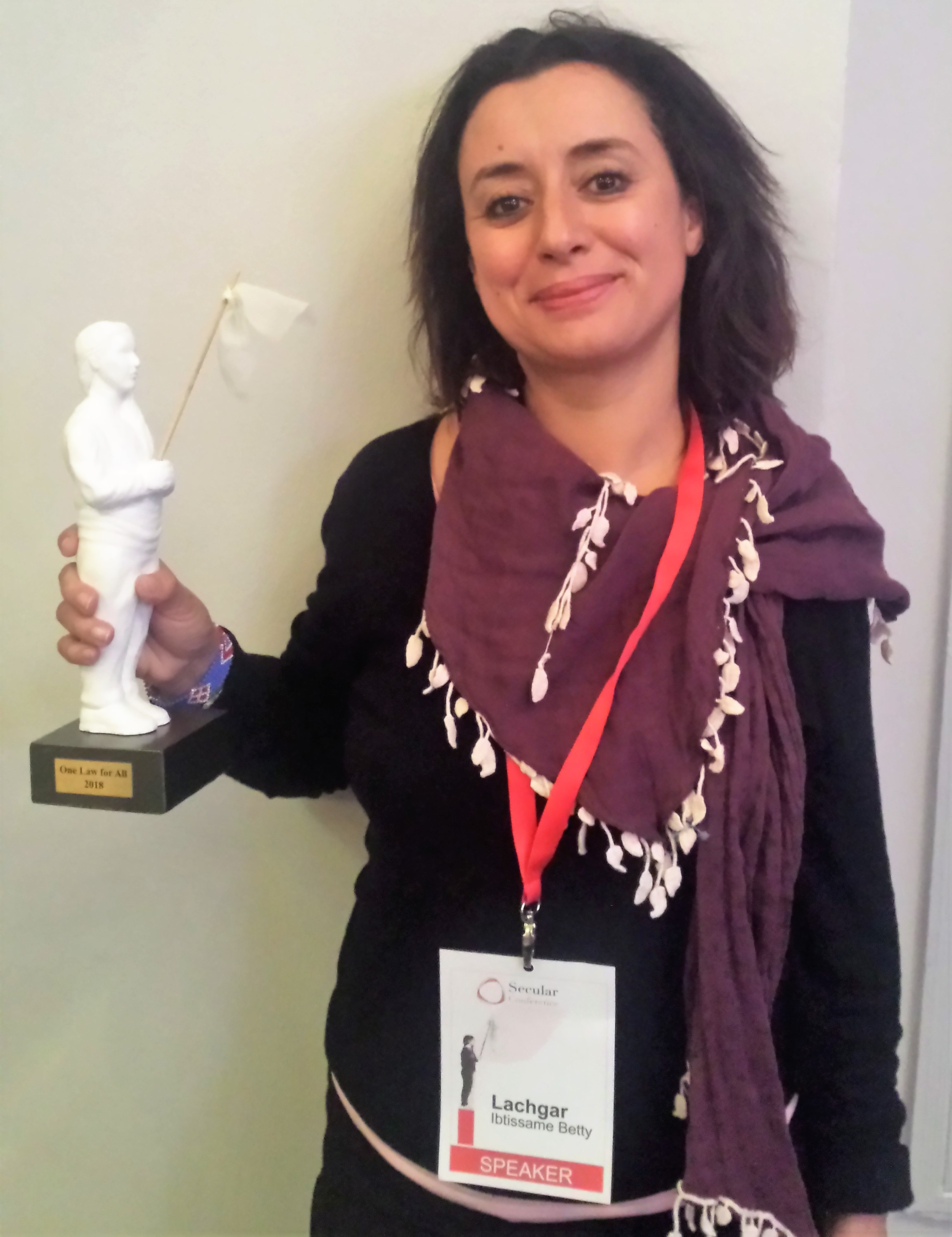
Lachgar mit dem „One Law For All“-Preis auf der „Secular Conference 2018“ in London.

Ibtissam Betty Lachgar (* August 1975 in Rabat) ist eine marokkanische Feministin, Menschenrechts- und LGBT-Aktivistin. Sie ist Mitgründerin der MALI-Bewegung (Mouvement alternatif pour les libertés individuelles) und gehört zu den wenigen offen atheistischen Marokkanern. Im August 2025 wurde sie in Rabat wegen des Vorwurfs der Blasphemie festgenommen, nachdem sie in sozialen Netzwerken mit einem T-Shirt mit der Aufschrift „Allah ist lesbisch“ zu sehen gewesen war.

## Leben

### Jugend und Ausbildung
Ibtissam Lachgar wurde im August 1975 in Rabat geboren. Sie besuchte das Lycée Descartes in der marokkanischen Hauptstadt Rabat. Nach ihrer Schulausbildung zog sie nach Paris, um dort klinische Psychologie, Kriminologie und Viktimologie zu studieren.

### Aktivismus
2009 gründete Lachgar zusammen mit einer Mitstreiterin, Zineb El Rhazoui, das Mouvement alternatif pour les libertés individuelles (MALI), eine Bewegung (Aktionsbündnis) für mehr Grundrechte in Marokko. Sie ist zudem bekannt für ihren LGBT-Aktivismus in Marokko, zudem steht sie für das Recht auf Abtreibung („Pro-Choix“) sowie die Ehe für alle ein.
Am 13. September 2010 organisierte Lachgar zusammen mit Freunden ein öffentliches Picknick während des Ramadans zwischen Casablanca und Rabat, um damit gegen den Artikel 222 des marokkanischen Strafgesetzbuches zu protestieren, der den Bruch der Fastenregeln während des heiligen Monats unter Strafe stellt. Das Picknick wurde bereits vorzeitig von der Polizei aufgelöst. Die Aktion löste eine kontroverse Debatte um Religionsfreiheit in der marokkanischen Gesellschaft aus.
Nachdem im Oktober 2013 drei Jugendliche festgenommen worden waren, die ein Foto von sich, einander küssend, auf Facebook veröffentlicht hatten, organisierte sie mit Freunden einen „Kiss-In“ in Rabat. Der „Kiss-In“ fand am 12. Oktober statt, die Demonstranten sagten zudem laut „Long Live Love“. In einem Interview mit France 24 bezeichnete Lachgar die Aktion als einen Erfolg, die Message, dass jeder in der Öffentlichkeit sich küssen dürfen sollte, sei angekommen.
Ende Juli 2025 veröffentlichte Lachgar in sozialen Netzwerken ein Foto, das sie mit einem T-Shirt mit der Aufschrift „Allah is lesbian“ („Allah ist lesbisch“) zeigte. In dem Beitrag bezeichnete sie den Islam zudem als „wie jede religiöse Ideologie“ faschistisch und frauenfeindlich. Das Posting wurde u. a. am 31. Juli auf X dokumentiert. Der Spruch ist eine Abwandlung des T-Shirt-Motivs „Nobody knows I'm a lesbian“, das als Pro-LGBT-Motiv etabliert ist. Am 10. August 2025 teilte die Staatsanwaltschaft am Gericht erster Instanz in Rabat mit, sie habe eine Untersuchung wegen „beleidigender Äußerungen gegen Gott“ eingeleitet und ordnete die Festnahme der Bürgerrechtlerin an; Lachgar wurde in Polizeigewahrsam genommen. Laut eigener Darstellung erhielt sie daraufhin massenhaft Vergewaltigungs- und Morddrohungen sowie Aufrufe zu Lynchjustiz und Steinigung. Nach dem marokkanischen Strafgesetzbuch kann auf eine „Beleidigung“ der islamischen Religion eine Freiheitsstrafe von sechs Monaten bis zu zwei Jahren sowie eine Geldstrafe von 20.000 bis 200.000 Dirham (ca. 1.900 bis 19.000 Euro) verhängt werden; wenn die Äußerung öffentlich – einschließlich auf elektronischem Wege – verbreitet wird, sind bis zu fünf Jahre Haft möglich.